# 요시노 유키코
요시노 유키코(일본어: 吉野 雪子 よしの ゆきこ[*], 1902년 9월 1일 - 몰년 미상)는 전 다카라즈카 소녀 가극단 여역 주연 스타이다.
다카라즈카 가극단 2기생으로, 동기로는 시노하라 아사지, 초대 타키가와 스에코와 히토미 야에코가 있다.
오사카 출신으로, 본명은 와시타니 치도리(鷲谷千鳥), 결혼 전 성은 카토(加藤)이다. 애칭은 "카-짱"이다. 2기생 중에서는 최연소자이다. 남편은 우메모토 리쿠헤이, 장녀는 하이진 와시타니 나나코이다.

예명은 오구라 백인일수 제 31번 : 사카노우에노 코레노리의
朝朗け 有明の月と 見る迄に 吉野の里に 降れる白雪새벽녘 아리아케의 달로 볼 때까지 요시노 마을에 내리는 백설
에서 명명되었다.

## 약력
1913년 11월, 다카라즈카 창가대 (현 다카라즈카 음악학교)에 11살의 나이로 입대했다.
1919년 8월 31일, 1897년생인 당시 22살의 우메모토 리쿠헤이와의 결혼하기 위해, 다카라즈카 소녀 가극단을 16살의 나이로 퇴단했다.

## 재단 시절 주요 무대 출연
- 『平和の女神』 (1915년 3월 21일 - 5월 23일, 다카라즈카 가극장 (파라다이스 극장))
- 『霞の衣』 (1916년 3월 19일 - 5월 21일, 다카라즈카 가극장 (파라다이스 극장))
- 『ヴエニスの夕』 (1916년 7월 20일 - 8월 31일, 다카라즈카 가극장 (파라다이스 극장))
- 『花爭』 (1917년 3월 20일 - 5월 20일, 다카라즈카 가극장 (파라다이스 극장))
- 『ゴザムの市民』『屋島物語』 (1917년 10월 20일 - 11월 30일, 다카라즈카 가극장 (파라다이스 극장))
- 『石童丸』 (1918년 1월 1일 - 1월 20일, 다카라즈카 가극장 (파라다이스 극장))
- 『鼎法師』 (1918년 10월 20일 - 11월 30일, 다카라즈카 가극장 (파라다이스 극장))
- 『こだま』 (1919년 3월 20일 - 5월 20일, 다카라즈카 신가극장 (공회당 극장))
- 『蟹滿寺緣起』『膝栗毛』『源氏物語』 (1919년 7월 20일 - 8월 31일, 다카라즈카 신가극장 (공회당 극장))